# Banco Português de Negócios
Banco Português de Negócios (с порт. — «Португальский банк бизнеса»), или просто BPN, бывшее португальское банковское учреждение. Раньше это был частный банк, но он был национализирован португальским правительством в 2008 году после плохого управления и связанных с халатностью долгов в размере 1,800 миллиарда евро и нескольких нарушений, выявленных в учреждении. В 2012 году BPN, лишенный многих своих долгов и кредитов, был продан ангольскому Banco BIC за 40 миллионов евро.

## История
Банк был создан в 1993 году и базировался на тот момент в Лиссабоне.

## Скандал
Министр финансов Португалии Фернанду Тейшейра душ Сантуш заявил на пресс-конференции после специального заседания кабинета министров, что правительство должно гарантировать депозиты в BPN и что управление BPN должно быть передано «Caixa Geral de Depósitos» (государственный банк Португалии) при Банке Португалии («Banco de Portugal», национальный банк Португалии). Португальский Центральный банк осуществляет надзор с 3 ноября 2008 года, чтобы предотвратить цепную реакцию финансового кризиса в Португалии. Судебные власти Португалии задержали бывшего президента компании BPN, испытывавшего финансовые трудности. Жозе Оливейра Кошта, который был генеральным директором BPN с 1997 по начало 2008 года, был арестован по обвинению в предполагаемом налоговом мошенничестве, отмывании денег, подделке документов, злоупотреблении кредитами и незаконной прибыли.
Несмотря на наличие доли рынка около 2 %, дело BPN было особенно серьезным из-за его политических последствий — президент Португалии на тот момент — Анибал Каваку Силва и некоторые из его политических союзников поддерживали личные и деловые отношения с банком и Оливейрой Коштой.
Стремясь избежать потенциально серьезного финансового кризиса в португальской экономике, португальское правительство решило оказать им финансовую помощь, что в конечном итоге обернется будущими потерями для налогоплательщиков. Из-за этого роль Banco de Portugal (BdP) (португальского центрального банка) в регулировании и надзоре за португальской банковской системой, когда ее возглавлял Виктор Констансиу с 2000 по 2010 год, также была и предметом споров, в частности, были ли у Виктора Констансиу и BdP средства, чтобы что-то сделать или выявили ли они грубую некомпетентность. Вскоре после этого, в апреле 2011 года, правительство Португалии обратится за международной финансовой помощью, поскольку само государство будет объявлено неплатёжеспособным.

## Художественная коллекция
Художественная коллекция банка, включающая 85 работ каталанского художника Жоана Миро, приобретенных из частной коллекции в Японии в период с 2003 по 2006 год, стала государственной собственностью в 2008 году в рамках национализации. В начале 2014 года картины Миро должны были быть проданы их владельцем, португальской государственной холдинговой компанией «Parvalorem», на аукционе Кристис в Лондоне. Наиболее заметными работами были «Форнарина» (1929), оценочная стоимость которой составляла 2-3 миллиона фунтов стерлингов, и «Женщина и птица», которые, как ожидалось, принесут 4-8 миллионов фунтов стерлингов.Португалия надеялась заработать на продаже не менее 50 миллионов долларов. Группа оппозиционнеров обратилась к государственному прокурору Португалии с просьбой остановить продажу.Однако, административный суд Лиссабона постановил, что решение о продаже не принималось непосредственно правительством и что «Parvalorem» не нарушал никаких административных правил. Депутаты-социалисты и коммунисты также подняли этот вопрос в парламенте, но их попытка предотвратить запланированную продажу была отвергнута правящей правоцентристской партией.Тем не менее, Кристис снял работы с продажи всего за несколько часов до запланированного начала аукциона, сославшись на «правовую неопределенность, созданную этим продолжающимся спором».